# Campeonato Paulista de Futebol de 2003 - Série A2
O Campeonato Paulista de Futebol de 2003 - Série A2 foi a 57.ª edição do campeonato equivalente ao segundo nível do futebol paulista. A competição, a ser organizada pela Federação Paulista de Futebol, foi disputada por 16 equipes, entre 25 de janeiro e 5 de abril.
O campeão foi o Oeste, que conquistou seu 1º título dessa divisão ao levar a melhor sobre o Atlético Sorocaba na final, conquistando o acesso para à Série A1 de 2004. Já o Atlético Sorocaba, após o vice-campeonato teve que disputar um play-off contra o Botafogo de Ribeirão Preto, equipe da Série A1 que lutava contra o rebaixamento. O clube sorocabano venceu o jogo de ida em casa por 2 a 1 em Sorocaba e empatou o jogo de volta fora de casa por 0 a 0 em Ribeirão Preto, conquistando também o acesso.

## Fórmula de disputa
- Primeira fase: Os 16 participantes são divididos em dois grupos e jogam entre si em turno e returno. Em cada grupo, as 2 equipes que mais somarem pontos nessa etapa classificam-se para a segunda fase, e a equipe com menor número de pontos é rebaixado a Série A3 de 2004.
- Segunda fase: Os 4 classificados jogam as semifinais entre si em turno e returno.Os vencedores vão para a final.
- Final: Os 2 finalistas disputam entre si dois jogos finais, que estabelecem o campeão da Série A2. O campeão é automaticamente promovido Série A1 de 2004, enquanto o vice-campeão disputa contra o segundo pior colocado do torneio de rebaixamento na Série A1. O vencedor disputa a Série A1 em 2004.

## Participantes
- Atlético Sorocaba (Sorocaba)
- Bandeirante (Birigüi)
- Bragantino (Bragança Paulista)
- Comercial (Ribeirão Preto)
- Flamengo (Guarulhos)
- Francana (Franca)
- Mirassol (Mirassol)
- Matonense (Matão)
- Nacional (São Paulo)
- Olímpia (Olimpia)
- Oeste (Itápolis)
- São Bento (Sorocaba)
- Sãocarlense (São Carlos)
- Rio Preto (São José do Rio Preto)
- São José (São José dos Campos)
- Taquaritinga (Taquaritinga)

## Primeira fase
| Grupo 1 | Grupo 1      | Grupo 1 | Grupo 1 | Grupo 1 | Grupo 1 | Grupo 1 | Grupo 1 | Grupo 1 | Grupo 1 | Grupo 1 |
| Time | Time         | Pts     | J       | V       | E       | D       | GP      | GC      | SG      |         |
| --- | ------------ | ------- | ------- | ------- | ------- | ------- | ------- | ------- | ------- | ------- |
| 1 | Oeste        | 32      | 14      | 10      | 2       | 2       | 27      | 15      | 12      |         |
| 2 | Taquaritinga | 29      | 14      | 9       | 2       | 3       | 24      | 11      | 13      |         |
| 3 | Francana     | 24      | 14      | 7       | 3       | 4       | 26      | 20      | 6       |         |
| 4 | Olímpia      | 21      | 14      | 6       | 3       | 5       | 24      | 25      | -1      |         |
| 5 | Rio Preto    | 19      | 14      | 5       | 4       | 5       | 20      | 24      | -4      |         |
| 6 | Bandeirante  | 13      | 14      | 3       | 4       | 7       | 18      | 27      | -9      |         |
| 7 | Comercial    | 10      | 14      | 3       | 1       | 10      | 19      | 28      | -9      |         |
| 8 | Mirassol     | 9       | 14      | 2       | 3       | 9       | 17      | 25      | -8      |         |
| Pts — Pontos ganhos; J — Jogos; V - Vitórias; E - Empates; D - Derrotas; GP — Gols pró; GC — Gols contra; SG — Saldo de gols |              |         |         |         |         |         |         |         |         |         |

| Grupo 2 | Grupo 2           | Grupo 2 | Grupo 2 | Grupo 2 | Grupo 2 | Grupo 2 | Grupo 2 | Grupo 2 | Grupo 2 | Grupo 2 |
| Time | Time              | Pts     | J       | V       | E       | D       | GP      | GC      | SG      |         |
| --- | ----------------- | ------- | ------- | ------- | ------- | ------- | ------- | ------- | ------- | ------- |
| 1 | Atlético Sorocaba | 28      | 14      | 8       | 4       | 2       | 25      | 18      | 7       |         |
| 2 | Matonense         | 25      | 14      | 6       | 7       | 1       | 22      | 12      | 10      |         |
| 3 | São Bento         | 24      | 14      | 7       | 3       | 4       | 21      | 12      | 9       |         |
| 4 | Flamengo          | 22      | 14      | 6       | 4       | 4       | 21      | 15      | 6       |         |
| 5 | Nacional          | 20      | 14      | 5       | 5       | 4       | 18      | 15      | 3       |         |
| 6 | Bragantino        | 18      | 14      | 5       | 3       | 6       | 17      | 24      | -7      |         |
| 7 | São José          | 14      | 14      | 4       | 2       | 8       | 20      | 28      | -8      |         |
| 8 | Sãocarlense       | 3       | 14      | 1       | 0       | 13      | 10      | 30      | -20     |         |
| Pts — Pontos ganhos; J — Jogos; V - Vitórias; E - Empates; D - Derrotas; GP — Gols pró; GC — Gols contra; SG — Saldo de gols |                   |         |         |         |         |         |         |         |         |         |

|  |                               |
|  | Classificação à Segunda fase  |
|  | Eliminados na Primeira fase   |
|  | Rebaixados à Série A3 de 2004 |

## Semi-finais
|  | Semi finais                 | Semi finais |     |  | Finais                      | Finais |  |
|  |                             |             |     |  |                             |        |  |
|  | 20 e 23 de março — Matão    |             |     |  |                             |        |  |
|  | Matonense                   | 1-0         |     |  |                             |        |  |
|  | Oeste                       | 3-0         |     |  |                             |        |  |
|  |                             |             |     |  |                             |        |  |
|  |                             |             |     |  | 26 e 29 de março - Sorocaba |        |  |
|  |                             |             |     |  | Atlético Sorocaba           | 1-0    |  |
|  |                             | Oeste       | 1-1 |  |                             |        |  |
|  |                             |             |     |  |                             |        |  |
|  |                             |             |     |  |                             |        |  |
|  |                             |             |     |  |                             |        |  |
|  | 20 e 23 de março - Sorocaba |             |     |  |                             |        |  |
|  | Atlético Sorocaba           | 3-2         |     |  |                             |        |  |
|  | Taquaritinga                | 2-2         |     |  |                             |        |  |

### Repescagem

#### Ida
| Quarta-feira, 2 de abril de 2003 | Atlético Sorocaba | 2 – 1 | Botafogo | Walter Ribeiro, Sorocaba, SP |
|                                  |                   |       |          |                              |

#### Volta
| Sábado, 5 de abril de 2003 | Botafogo | 0 – 0 | Atlético Sorocaba | Santa Cruz, Ribeirão Preto, SP |
|                            |          |       |                   |                                |

- Com esse resultado o Atlético Sorocaba foi promovido à Série A1 do Campeonato Paulista de 2004.[1]

## Premiação
| Campeonato Paulista de 2003 - Série A2 |
| -------------------------------------- |
| Oeste Campeão (1º título)              |